# Allowitz Peak
Allowitz Peak är en bergstopp i Antarktis. Den ligger i Östantarktis. Nya Zeeland gör anspråk på området. Toppen på Allowitz Peak är 1 240 meter över havet, eller 339 meter över den omgivande terrängen. Bredden vid basen är 4,9 km.
Terrängen runt Allowitz Peak är huvudsakligen kuperad, men österut är den bergig. Trakten är obefolkad. Det finns inga samhällen i närheten.